# Szamócabor

## A szamócabor
Az erdei szamócából (Fragaria vesca) és a kerti eperből (Fragaria × ananassa) egyaránt kiváló asztali és csemegebort állíthatunk elő. A bő levű és sötétpiros színű fajták alkalmasabbak gyümölcsborkészítésre.
A szamóca nagy pektintartalma miatt nehezen sajtolható. Ezért ajánlatos a megzúzott gyümölcsöt pektinbontás végett pihentetni és csak azután sajtolni.

## Recept

### Asztali szamócabor
Az érett, megmosott és lecsepegtetett termést összezúzzuk, majd előerjesztjük. Miután látható jelei vannak az erjedésnek, lepréseljük, megtisztítjuk az eper-törmelékektől. Várhatóan 80% sajtolt lémennyiséggel számolhatunk, így egy liter must eléréséhez körülbelül 1,25 kg eperre van szükségünk. A termés cukorfoka 2 térfogatszázalék alkoholt ad, így hozzá kell adnunk az eljárás során kristálycukrot, hogy a kívánt 11 térfogatszázalékos töménységet elérjük. Így tehát 9 térfogatszázalék alkoholnak megfelelően kell adagolnunk a cukrot. A gyümölcsborok klasszikus problémája az alacsony savtartalom, ami borbetegségekhez vagy éppenséggel a bor megbuggyanásához vezethet. Ahhoz, hogy a bor savtartalmát 7 ezrelékre csökkentsük, 1 liter szamócalevet 1,25 literre kell hígítanunk. A szamócabor készítésekor különösen vigyáznunk kell a vízzel való hígításra. A legtöbb sikertelenséget ugyanis a vizezés okozza, a szamócabort rendszerint túlvizezik.  Az adagolandó cukrot is inkább magában a lében oldjuk fel A bor ha levegőn áll, fekete színeződést kap.

### Csemege szamócabor
Mint a csemegeborok esetében általában, úgy itt is a csemege szamócabor készítéséhez a 15 térfogatszázalék körüli alkoholtartalom elérése a cél. A gyümölcs feldolgozása után a termésből származó cukor nem ad elegendő alkoholos töménységet az erjedés során (2 térfogatszázalék), így az eper saját cukortartalmához literenként 260 g cukrot kell hozzáadnunk. A feldolgozáskor  külön figyelnünk kell  arra, hogy ne érintkezzen a bor vassal. Magas alkoholfoka miatt kevésbé hajlamos borbetegségekre, kitűnően tárolható, két-három év múlva éri el kiváló jellegét.